# Say Uncle (Steven Universe)
Say Uncle é o terceiro episódio da segunda temporada e o quinquagésimo quinto episódio geral da série de animação americana Steven Universe. O episódio foi escrito e roteirizado por Joe Johnston e Jeff Liu, com o esboço (storyboard) de Matt Burnett, Ben Levin, Rebecca Sugar, Ian Jones-Quartey e Kat Morris, é um crossover não-canônico com Uncle Grandpa, outra série da Cartoon Network. O episódio foi ao ar em 2 de abril de 2015, com grande elogio da crítica. O episódio foi assistido por 1.926 milhões de espectadores.
No episódio, Titio Avô tenta ajudar Steven a dominar sua habilidade de escudo, causando muitos eventos absurdos ao longo do caminho e fazendo Garnet, Ametista e Pérola vê-lo como uma ameaça.

## Enredo
Quando Steven está frustrado por ele ser incapaz de invocar seu escudo, Titio Avô sai de um portal no oceano para ajudar. Steven, inicialmente confuso, tem a garantia da boa vontade do Titio Avô depois que ele oferece ajuda e lembra a Steven que "Nada disso é canon". Titio Avô inicialmente adivinha que Steven tem "belly blues" e tenta uma variedade de armas em Steven sem sucesso. Quando Garnet, Ametista e Pérola veem o que está acontecendo, elas vão atacar o Titio Avô, mas Steven as detém e apresenta o Titio Avô. Apesar disso, as Gems o veem como uma ameaça e se preparam para atacar. Enquanto ele e Steven fogem deles, Titio Avô invoca um buraco na bolsa, fazendo a tela se apagar.
Em seu trailer, o Titio Avô apresenta Steven a seus amigos Steve Pizza, Sr. Gus e Tigresa Voadora Gigante Surreal. Gus quase revela o segredo para o escudo de Steven antes que Steve Pizza o enfureça, e Steven e o Titio Avô são sugados por um saco gigante. As Gems, enquanto isso, escapam do buraco da trama depois que Garnet literalmente quebra a quarta parede. Elas chegam e veem Titio Avô, Steven, Leão e a Tigresa Voadora Gigante Surreal fazendo uma festa do chá. Antes que elas possam atacar o Titio Avô, Steven tenta detê-las e, finalmente, convoca seu escudo porque ele se preocupa com o Titio Avô, para todo o seu espanto. Steven encontra a moral em tudo isso para não atacar estranhos pelo que eles têm a dizer ou suas opiniões. Todos as Gems pedem desculpas, e Titio Avô sai na Tigresa Voadora Gigante Surreal.

## Elenco
- Zach Callison como Steven Universo
- Pete Browngardt como Titio Avô
- Estelle como Garnet
- Michaela Dietz como Ametista
- Deedee Magno Hall como Pérola
- Adam DeVine como Steve Pizza
- Kevin Michael Richardson como Sr. Gus
- Eric Bauza como Pochétio
- Grey DeLisle como Tigresa Voadora Gigante Surreal
- Dee Bradley Baker como Leão
- Matthew Moy como Lars Barriga
- Sadie Miller (cameo)

## Produção
O Cartoon Network anunciou "Say Uncle" em fevereiro de 2015. Um crossover de Steven Universe e Uncle Grandpa, dois de seus programas. Kevin Johnson da A.V. Club descreveu este anúncio como "inexplicável" e conectando "dois programas de cores diferentes e tonalmente diferentes, cuja única conexão tangível é que ambos são animados em cores". Ele escreveu, em conclusão, que "alguém deveria entrar na Cartoon Network Studios e se certificar de que não há vazamento de gás". 
Joe Johnston e Jeff Liu escreveram o episódio, estrelado por Pete Browngardt, Eric Bauza, Adam DeVine e Kevin Michael Richardson como seus respectivos personagens de Uncle Grandpa. O roteirista Matt Burnett escreveu no Twitter que era cem por cento canônico, mas depois admitiu ser uma piada do Dia da Mentira.  Segundo ele, o episódio foi ideia da criadora Rebecca Sugar. 

## Transmissão e Recepção
O episódio foi ao ar em 2 de abril de 2015 e foi assistido por 1.926 milhões de telespectadores. O Cartoon Network promoveu o episódio com o lançamento de Attack the Light, um jogo para celular de Steven Universe.  O episódio foi aclamado pela crítica. Eric Thurm classificou o episódio como A, descrevendo o enredo simples como tudo o que precisa para apresentar o Titio Avô ao programa. Ele escreveu que esta introdução permite ao show quebrar a quarta parede e brincar com diferentes estilos de animação.  Ian Jones-Quartey afirmou que "Say Uncle", que foi ao ar durante a segunda temporada do show, acontece cronologicamente entre os episódios "Shirt Club" e "Story for Steven", mesmo que o episódio não seja canon.